# Bataille de Lanckorona

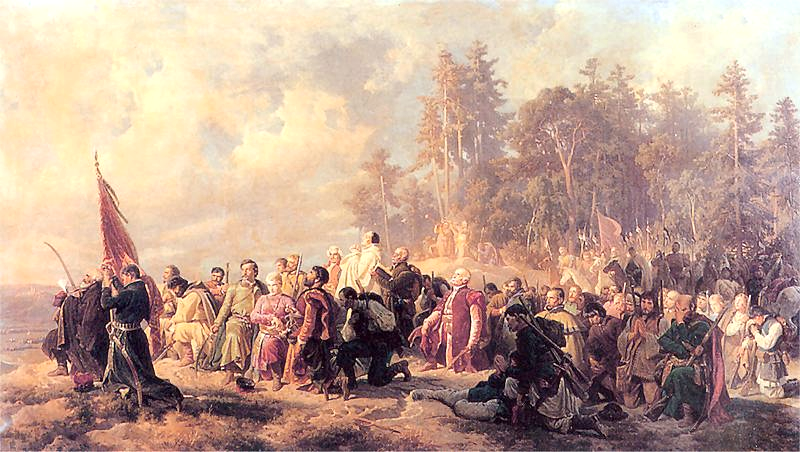
Prière des confédérés de Bar avant bataille de Lanckorona, 1771. Peinture d'Artur Grottger

La bataille de Lanckorona a lieu le 23 mai 1771 à Lanckorona (Petite-Pologne), dans le cadre de la guerre de la confédération de Bar.
Elle oppose 1 300 Polonais (avec 18 canons), commandés par le lieutenant-colonel français Charles François Dumouriez et 4 000 Russes commandés par le général Alexandre Souvorov.
La formation polonaise est attaquée de façon inattendue le matin du 23 mai et, incapable de se mettre en ordre de bataille, est rapidement obligée de battre en retraite.